# Терентьев, Михаил Африканович
Михаил Африканович Терентьев (1837—1909) — генерал-лейтенант, военный востоковед и историк, лингвист, юрист.

## Биография
Родился 8 (20) января 1837 года в семье дворянина Воронежской губернии помещика Африкана Яковлевича Терентьева. Начальное образование получил в Воронежском кадетском корпусе, после чего, в 1853 году перевёлся в Константиновский кадетский корпус. 18 ноября 1855 года выпущен корнетом в 11-й уланский Чугуевский полк и в начале 1856 года находился в Крыму, где принял участие в завершающих делах Восточной войны. 25 октября 1860 года произведён в поручики. В 1862 г. поступил в Николаевскую Академию Генерального штаба. Военно-востоковедное образование получил на учебном отделении Азиатского департамента Министерства иностранных дел (1864—1866) по арабскому и турецкому разряду.
Произведённый 19 июня 1864 года в штабс-капитаны Терентьев в том же году окончил курс наук в Академии и назначен в Главное управление Генерального штаба «для письменных работ» (1865). В период службы в Петербурге увлекался военно-техническими разработками: в 1864 году им изобретена и одобрена (но не введены в употребление) отражательная буссоль с вращающимися диоптрами и транспортир-эккер, а в 1866 году — игольчатое ружье с полуметаллическим патроном. Переведён на службу в штаб Харьковского военного округа (1866). Переведён в Западно-Сибирский военный округ «для занятий по части Генерального штаба» (июнь 1867). Назначен в распоряжение Туркестанского генерал-губернатора, старший помощник Аулиэатинского уездного начальника (сентябрь 1867).
В период службы в Туркестане, с отличием сражался в кампаниях 1867 и 1868 годов против Бухарского ханства был награждён орденом св. Станислава 3-й степени с мечами и бантом и 18 августа 1869 года произведён в ротмистры. С того же времени начинаются его учёные занятия. Так, уже в 1867 году в Санкт-Петербурге был издан составленный им «Толмач — спутник русских воинов (русско-турецко-сербско-греческий языки)».
Назначен чиновником особых поручений при начальнике Зеравшанского округа (1869), старший помощник Ходжентского уездного начальника (1870), старший помощник Чимкентского уездного начальника (март 1871), прикомандирован временно к окружному штабу «для занятий» (июнь 1871).
Состоя при штабе Туркестанского генерал-губернатора, Терентьев принимал участие в разработке плана предстоящего в 1873 году похода против Хивинского ханства. В самом походе ему не довелось участвовать, поскольку летом 1873 года был командирован в Санкт-Петербург, где поступил в Военно-юридическую академию, которую окончил в 1875 году по 1-му разряду и 21 октября он получил чин майора с переименованием в капитаны военно-судебного ведомства.
Еще во время службы в Средней Азии, Туркестанским генерал-губернатором К. П. фон Кауфманом,  Терентьеву было поручено составить очерк истории завоевания этого края. Однако работа осталась незавершённой и впоследствии на её основе Терентьев создал две книги: «Россия и Англия в борьбе за рынки» (СПб., 1875) и «Россия и Англия в Средней Азии» (СПб., 1875), обе они были переведены на английский язык и изданы в Калькутте.
При подготовке к русско-турецкой войне на Балканах, Терентьеву было поручено составление армейских разговорников для Балканского театра, что с успехом им было выполнено и в начале 1877 года «Военный переводчик (русско-турецко-румынско-болгарский)» был напечатан в Санкт-Петербурге и разослан в войска.
За боевые отличия против турок, Терентьев в 1877 году был награждён орденами Св. Станислава 2-й степени с мечами и бантом и Св. Владимира 4-й степени с мечами и бантом, а в следующем году получил орден Св. Анны 2-й степени.
28 декабря 1880 года Терентьев был назначен военным следователем Виленского военного округа, 12 апреля 1881 года произведён в подполковники, 8 апреля 1884 года получил чин полковника, с 31 октября 1887 года он был помощником военного прокурора Виленского военного округа и тогда же получил орден Св. Владимира 3-й степени.
С 10 апреля 1888 года Терентьев занимал должность военного судьи Варшавского военно-окружного суда и 30 августа 1894 года был произведён в генерал-майоры. 16 мая 1895 года он был перемещён на ту же должность в Туркестанский военный округ. С 1900 года он являлся военным судьёй Виленского военного округа. В 1902 году Терентьев вышел в отставку с производством в генерал-лейтенанты.
Скончался М. А. Терентьев в Санкт-Петербурге 19 марта (1 апреля)  1909 года, похоронен на Волковом православном кладбище.

## Сочинения
Находясь в отставке Терентьев напечатал свой главный труд — «Историю завоевания Средней Азии» в трёх томах (СПб., 1903—1906). Среди прочих литературных трудов Терентьева известны:
- Статистические очерки Средне-Азиатской России. — СПб., 1874. — 129 c
- «Русская азбука для школ в Средней Азии». СПб., 1875
- «Руководство для учителей к обучению в школах Средней Азии одновременно письму и чтению по русской азбуке». СПб., 1875
- «Грамматики турецкая, персидская, киргизская и узбекская». СПб., 1875
- «Россия и Англия в Средней Азии». СПб., 1875.
- «Хрестоматии турецкая, персидская, киргизская и узбекская». СПб., 1876
- «Россия и Англия в борьбе за рынки». — СПб., 1876. — 264 с.
- Терентьев М. Взятие Карса 6 ноября // Иллюстрированная хроника войны. Приложение к «Всемирной иллюстрации» : журнал. — 1878. — № 67. — С. 135—136.
- Терентьев М. Взятие Карса 6 ноября (продолжение) // Иллюстрированная хроника войны. Приложение к «Всемирной иллюстрации» : журнал. — 1878. — № 68. — С. 138—139, 142—143.
- Терентьев М. Взятие Карса 6 ноября (окончание) // Иллюстрированная хроника войны. Приложение к «Всемирной иллюстрации» : журнал. — 1878. — № 70. — С. 155.
- «На прощанье с Средней Азией. Новые военные песни». Ташкент, 1873
- «Начало революции в России 9-го января 1905 года». СПб., 1906
- «Краткий русско-турецкий словарь с отделением грамматики». Тифлис, 1912